# Maniga
Maniga är hos det nordamerikanska mandanfolket en ond ande som fått skulden för den stora översvämningen.

## Myten
Enligt sägnen utgörs vår jord av en stor sköldpadda, vilken rör sig i långsam takt med jorden på dess rygg. Det sägs vidare att en numera utdöd stam skar igenom sköldpaddans skal när de grävde med knivar i jorden i jakt på grävlingar. Den knivskurna sköldpaddan började sjunka ner i havet och jordens befolkning drunknade. En man klarade sig dock. En alternativ sägen som också berättas inom folkgruppen är att det fanns fyra sköldpaddor, en i varje väderstreck. Jorden täcktes med vatten efter att var och en fått det att regna i 10 dagar var. Därefter drunknade alla människor.
Den enda överlevande mannen var Noah, mannen som var den första mandan, som landade på en bergstopp i sin kanot.